# José Antonio Oyarzábal
José Antonio Oyarzabal Colomar (Rosario, 20 de febrero de 1954 - Los Surgentes, 17 de octubre de 1976) fue un estudiante en la Universidad Nacional de Rosario y militante en la Juventud Universitaria Peronista (JUP), secuestrado y desaparecido en el mes de octubre  de 1976, durante la última dictadura cívico-militar en Argentina, en la llamada "Masacre de los Surgentes". Su caso fue tratado, juzgado y condenado en la "Megacausa Feced".

## Breve reseña
José Antonio Oyarzabal nació el 20 de febrero de 1954 en la ciudad de Rosario, provincia de Santa Fe. Realizó sus estudios primarios en el Sagrado Corazón , y terminó sus estudios secundarios en el Normal 3, colegios ubicados en calle Mendoza 1951 y Entre Ríos 2366 respectivamente, ambos ubicados en aquella ciudad santafesina.
Jugaba al rugby en el colegio y posteriormente lo hizo en el club Duendes. Su sobrenombre era “Ciruja”, tenía 22 años al momento de su detención, vivía en una pensión localizada en España 961, militaba en la Juventud Universitaria Peronista (JUP) y era estudiante de Derecho en la Universidad Nacional de Rosario.

## Detención
En fecha 12 de octubre de 1976, José Antonio Oyarzábal fue detenido y secuestrado en la vía pública, junto a Eduardo Felipe Laus, su compañero de militancia y estudio en la facultad de Derecho, portando folletos que contenían propaganda política. Ese mismo día, el General Leopoldo Fortunato Galtieri se hizo cargo del II Cuerpo de Ejército. Con respecto al momento del  secuestro, se desconocen cuáles fueron las fuerzas intervinientes.
Junto con otros seis militantes (Cristina Noemí Costanzo, María Cristina Márquez, Ana Lía María Murguiondo, Daniel Oscar Barjacoba, Sergio Abdo Jalil y Eduardo Felipe Laus) que  se encontraban en cautiverio por diferentes fuerzas entre el 2 y el 15 de octubre de 1976, José Oyarzabal fue trasladado al centro clandestino de detención que se encontraba en el Servicio de Informaciones (SI) Policía de Santa Fe, conocido como «El Pozo de Rosario», ubicado entre las calles San Lorenzo y Dorrego de dicha ciudad. En este centro clandestino de detención fue interrogado como así también torturado.
En la madrugada del domingo 17 de octubre de 1976, los represores retiraron a los militantes del centro clandestino de detención, esposados y vendados, y los condujeron hacia un camino rural ubicado aproximadamente a unos diez kilómetros de Los Surgentes, donde los asesinaron. Este hecho iba a pasar a la historia como la "Masacre de los surgentes".
Por estos crímenes se responsabilizó al Comandante de Gendarmería Agustín Feced, Comisario Saichoux (fallecido), Comisario Guzmán Alfaro  "El Mudo", Oficial Lofiego "El Ciego" o "Luzbel", Oficial Marcote; "El Cura", Oficial Nast; "El Ronco", Scortecchini ; "Archie" y los apodados "Beto" y "Fino".
Ese mismo domingo por la mañana, lugareños hallaron los siete cadáveres en Los Surgentes, en un costado del camino, con los ojos vendados, maniatados, con signos de tortura y acribillados a balazos, con casquillos de municiones esparcidos alrededor.
Los expedientes muestran en sus registros que al hallarse los cuerpos, las autoridades locales tomaron las huellas dactilares de las víctimas, pero las mismas fueron retiradas por el Ejército. Gracias a ello, en noviembre de 1976, se pudieron llevar a cabo  las identificaciones, que se mantuvieron en secreto hasta que por una filtración de información del Juzgado Federal N.º 2 de Córdoba fueron publicados en el diario La Voz del Interior los nombres de cuatro de estas siete víctimas.
En el mes de marzo de 1980, un jefe policial le comunicó a la Justicia que personal de Criminalística había elaborado fichas dactilares de los cadáveres encontrados en Los Surgentes, y que los cuerpos habían sido trasladados a la morgue judicial del Hospital San Roque, ubicado la ciudad de Córdoba. Posteriormente, el 11 de noviembre de 1976, los siete cadáveres fueron inhumados en el Cementerio San Vicente, en una fosa común del Pilote 5.

## Justicia
El Tribunal Oral en lo Criminal Federal N° 2 de la ciudad de Rosario, en el marco de la megacausa Feced III y IV, dio a conocer las condenas a cadena perpetua de Ibarra, Ramón Telmo Alcides; Lofiego, José Rubén; Marcote, Mario Alfredo; Scortechini, José Carlos Antonio; Vergara, Ramón Rito y Vallejo, Ernesto. También fueron condenados Gianola, Héctor Oscar (condenado a 22 años de prisión); Dugour, Eduardo (condenado a 22 años de prisión); Fermoselle, Julio Héctor (condenado a 18 años de prisión) y Nast, Lucio César (condenado a 16 años de prisión).

## Homenajes
- En 2010 se colocó un monolito con los nombres de las víctimas y a su vez se plantaron siete sauces llorones. Participaron del acto autoridades y familiares de las víctimas.[13]
- En 2011, la Legislatura de Córdoba declaró «Lugar Histórico Provincial-Espacio de la Memoria» al sitio donde se hallaron asesinados a los siete jóvenes.[14]
- En 2016, a pocos días de cumplirse 40 años del episodio, la municipalidad local y organismos de derechos humanos realizaron un homenaje a las víctimas del terrorismo de Estado, en el Complejo Centenario donde la intendenta Paula Córdoba y el Grupo de Trabajo «Memorias Surgentes» descubrieron un monolito y placa recordatoria, plantaron el Árbol de la Memoria e inauguraron un espacio denominado «Sendero de la vida».[15]
- El viernes 12 de mayo de 2017 se concretó en Los Surgentes, un acto homenaje en memoria de las víctimas de la trágica “Masacre de Los Surgentes”. En el marco del programa “Pueblos con Memoria”, el ministro de Justicia y Derechos Humanos Dr. Luis Angulo, encabezó en dicha localidad la recordación de los siete jóvenes acribillados el 17 de octubre de 1976 por integrantes de la última dictadura cívico-militar.[14]